# Samlout
Samlout (khm. ស្រុកសំឡូត) – dystrykt (srŏk) w zachodniej Kambodży, w prowincji Bătdâmbâng. Stanowi jeden z 13 dystryktów tworzących prowincję.

## Podział administracyjny
W skład dystryktu wchodzi 7 gmin (khum):
- Ta Taok
- Kampong Lpou
- Ou Samrel
- Sung
- Samlout
- Mean Cheay
- Ta Sanh

Na obszarze dystryktu położonych jest 49 miejscowości.

## Kody
- kod HASC[1] (Hierarchical administrative subdivision codes) – KH.BA.ST
- kod NIS[1] (National Institute of Statistics district code) – 0209